# Старосты жемайтские
Предположительно, старосты в Жамойты назначались и раньше, но достоверно это известно еще со времен великого князя литовского Витовта . После того как Тевтонский орден передал Жемайтию ( 1 февраля 1411 года) во власть великих князей литовских, назначение старост в Жемайтский старост стало регулярной практикой. В 1793 г. Жемайтское староство было преобразовано в Жемайтское воеводство, однако, по-видимому, никому не удалось получить управление Жемайтским воеводством.

## Список жемайтских старостов
- Румбольд Волимонтович (1409-1411)
- Кезгайла Волимонтович (1412-1432)
- Галимин Надобович (1433-1435)
- Контавт (1436-1439)
- Кезгайла Валимонтович (1440) — второй раз.
- Контавт (1440-1444)
  - (?) Гедигольд (1441-1444)
- Кезгайло Волимонтович (1445-1448) - третий раз.
- Ян Кезгайлович (1449-85)
- Станислав Янович Кезгайло (1486—1527)
- Станислав Станиславович Кезгайло (1527—1532)
- Петр Станиславович Кишка (1532—1534)
- Ян Николаевич Радзивилл (1535-1542)
- Матей Клочко (1542-1543)
- Юрий Мартинович Билевич (1543-44)
  - После смерти Билевича жомойтская знать избрала главой правительства Станислава Николаевича Кезгайло, но царь не одобрил этого.
- Иероним Александрович Ходкевич (1545—1561)
  - Должность вакантна (1561—1563 ) . В 1563 году в свидетельстве о старшинстве упоминается Григорий Александрович Ходкевич, в то время гетман Полный и кастелян Трокский.
- Ян Иеронимович Ходкевич (1563-1579)
- Ян Станиславович Кишка (1579—1589)
- Юрий Юрьевич Ходкевич (1590—1595)
- Станислав Радзивилл (1595-1599)
- Ян Кароль Ходкевич (1599—1616)
- Иероним Волович (1619-36)
- Ян Альфонс Ляцкий (1643-46)
- Януш Радзивилл (1646-53)
- Ежи Кароль Глебович (1653-68)
- Александр Гилярий Полубинский (1668-69)
- Виктор Константин Млечка (1670-79)
- Казимир Ян Сапега (1681 г.)
- Петр Михал Пац (1684-96)
- Григорий Огинский (1698-1709)
- Казимир Заранка-Горбовский (1710-29)
- Юзеф Тышкевич (1742-54)
- Ян Николай Ходкевич (1765-81)
- Антоний Онуфрий Гельгуд (1783-94)

## Смотреть так же
- Каштеляны жемайтские
- Епископы Жемайтские